# Flèche du Sud 2009
Der 60. Flèche du Sud fand vom 20. bis 24. Mai 2009 statt. Das Radrennen wurde in vier Etappen und einem Prolog über eine Distanz von 632 Kilometern ausgetragen. Es ist Teil der UCI Europe Tour 2009 und in die Kategorie 2.2 eingestuft.

## Etappen
| Etappe    | Tag     | Start – Ziel                              | km    | Etappensieger     | Führender      |
| --------- | ------- | ----------------------------------------- | ----- | ----------------- | -------------- |
| Prolog    | 20. Mai | Esch-sur-Alzette – Esch-sur-Alzette (EZF) | 4,2   | Taylor Phinney    | Taylor Phinney |
| 1. Etappe | 21. Mai | Kayl – Roeser                             | 158   | Marcel Kittel     | Taylor Phinney |
| 2. Etappe | 22. Mai | Wiltz – Troisvierges                      | 151,1 | Simon Zahner      | Simon Zahner   |
| 3. Etappe | 23. Mai | Ettelbrück – Rümelingen                   | 157,7 | Marcel Kittel     | Simon Zahner   |
| 4. Etappe | 24. Mai | Schifflingen – Esch-sur-Alzette           | 161   | Fredrik Johansson | Simon Zahner   |